# Petru Movilă (deputat)
Petru Movilă (n. 26 octombrie 1967, Țibana, Iași, România) este un politician român, ales deputat în județul Iași din partea Partidului Democrat Liberal (PDL) și apoi din partea Partidului Mișcarea Populară (PMP).

## Biografie
Copilăria și-a petrecut-o în satul Glodenii Gândului, comuna Țibănești, iar mai apoi, începând din clasa a VII-a, a devenit elev al Liceului Național Iași, înscris la singura clasă cu profil sportiv. În timpul liceului, și-a cultivat pasiunea pentru sport, în special pentru fotbal, pe care continuă să-l practice și în ziua de astăzi fiind căpitanul echipei de fotbal a Parlamentului.     
După ce a absolvit liceul, promoția clasei 1985, s-a înscris la cursurile Facultății de Mecanică din Iași, din cadrul Universității Tehnice „Gheorghe Asachi” din Iași.
În 1990 a devenit membru FSN iar din 1992 membru PD, implicându-se în tot ceea ce a însemnat viața politică în România, atât în acțiuni pe linie de partid cât și în cadrul mai multor organizații neguvernamentale precum „Pro Democrația” sau „Asociația 22 decembrie 1989” Iași. În aceeași a ocupat funcția de șef Birou Senatorial, fiind în același timp angajatul Grupului de firme Conex, ocupând un post de consilier.
Din 2003 a intrat în aparatul administrativ ca și consilier județean fiind apoi președintele Comisiei de Urbanism din cadrul acestei instituții.
În 2004 a devenit deputat în Parlamentul României dar și membru în Consiliul Consultativ al Mitropoliei Moldovei și Bucovinei, cultivând o relație constructivă cu Biserica. Pentru sprijinul oferit a primit titlul de ctitor la peste 20 de biserici din Județ.
În timp, deputatul și-a completat activitatea academică. În 2006 a urmat cursurile de formare specializată dedicate Inalților Funcționari Publici din cadrul Institutului Național de Administrație. Mai apoi, în 2007 a urmat programul de pregătire post-universitară în domeniul Relații Internaționale și Integrare Europeană, din cadrul Institutului Diplomatic Român iar în 2011 a absolvit cursurile de nivel înalt din cadrul Colegiului Național de Apărare.
Petru Movilă a fost primul parlamentar român care a ținut audiențe în Republica Moldova, ajutând astfel românii de peste Prut în probleme legate de școală și de obținerea cetățeniei române.
În prezent este la al treilea mandat de deputat în Parlamentul României, membru în Comisia pentru Sănătate și Familie din Camera Deputaților, reprezentant OSCE al Parlamentului României și președintele Grupului de prietenie cu Republica Polonă.

## Carieră politică
Pe 3 februarie 2014 Petru Movilă a anunțat că a demisionat din PDL pentru a se alătura Partidului Mișcarea Populară. În afară de el, au demisionat și deputații Elena Udrea, Theodor Paleologu, Florin Popescu, Aurelian Popescu, Adrian Gurzău, Florin Secară, Camelia Bogdănici, Ștefan Bucur Stoica și Dragoș Gunia.
În legislatura 2016-2020, Petru Movilă este deputat PMP și membru în grupurile parlamentare de prietenie cu Republica Polonă, Republica Cuba, Ucraina și Republica Populară Chineză.